# Caroline Lagergren (journalist)
Caroline Lagergren, född 1988 i Stockholm, är en svensk journalist och redaktionschef för P3 Stockholm. Hon har tidigare arbetat som nyhetschef för Sveriges Radio P3:s P3 Nyheter samt vikarierat som utrikeskorrespondent i New York. Sedan 2010 har hon varit verksam på program som P3 Kultur, Jättestora frågor med Johanna Koljonen, Radiosporten, P4 Sörmland, P3 Nyheter samt som bisittare till Roger Wilson i talkshowen Wilson i P1.